# Jaron-Kliffs
Die Jaron-Kliffs sind eine Reihe steiler und verschneiter Felsenkliffs im westantarktischen Marie-Byrd-Land. Sie ragen an der Südseite  des Mount Takahe auf.
Der United States Geological Survey kartierte sie anhand eigener Vermessungen und Luftaufnahmen der United States Navy aus den Jahren von 1959 bis 1966. Das Advisory Committee on Antarctic Names benannte sie 1967 nach Helmut P. Jaron (1912–1991), Polarlichtforscher auf der Byrd-Station im Jahr 1963.